# اولدریکو سرگو
اولدریکو سرگو (ایتالیایی: Ulderico Sergo; ۴ ژوئیهٔ ۱۹۱۳ – ۲۰ فوریهٔ ۱۹۶۷) بوکسور اهل ایتالیا بود.